# Ебергард Фінк
Ебергард Фінк (нім. Eberhard Finckh; 7 листопада 1899, Купферцелль — 30 вересня 1944, Берлін) — німецький офіцер, оберст вермахту. Учасник Липневої змови. Кавалер Лицарського хреста Хреста Воєнних заслуг з мечами.

## Біографія
Еберхард Фінк виріс в Урасі і Штутгарті. У 1917 році він поступив добровольцем в Королівський військовий корпус Вюртемберга і брав участь у Першій світовій війні. Після падіння імперії в 1918 році був демобілізований, в 1920 році поступив у рейхсвер Веймарської республіки і служив у 5-му артилерійському полку. У 1927 році Фінч поїхав у відрядження до військової академії в Берліні-Моабіті, де пізніше зустрівся з Клаусом фон Штауффенбергом.
Під час Другої світової війни Фінк служив інтендантом в штабах різних підрозділів. У 1942 році він був інтендантом 6-ї армії, в 1943 році - групи армій «Південь». У 1944 році служив квартирмейстером у генштабу головнокомандування вермахту Захід в Парижі. Тут він зустрів Карла-Генріха фон Штюльпнагеля, військового командувача окупованої Франції, який був одним з центральних членів опору нацистському режиму. Фінч брав участь у в плануванні вбивства Гітлера і перевороту в Парижі. 20 липня 1944 року генерал піхоти Гюнтер Блюментрітт повідомив Фінка про смерть Гітлера і наказав заарештувати службовців СС, СД і гестапо в Парижі.
Коли стало відомо, що Гітлер вижив, спроба державного перевороту була перервана. 26 липня співробітники гестапо заарештували Фінка. Менш ніж через місяць він був з ганьбою виключений з вермахту і переданий Народній судовій палаті. 29 серпня 1944 Народна судова палата під керівництвом Роланда Фрайслера засудила Фінка до смертної кари. Наступного дня його повісили у в'язниці Пльотцензеє.

## Пам'ять
Казарми бундесверу в Енгстінгені в 1965 році були перейменовані на честь Фінка. Після закриття казарм в 1993 році в місті залишилась вулиця Ебергарда Фінка (нім. Eberhard-Finckh-Straße).

## Звання
- Лейтенант (1 грудня 1923)
- Обер-лейтенант (1 лютого 1928)

## Нагороди
- Залізний хрест 2-го класу
- Почесний хрест ветерана війни з мечами
- Медаль «За вислугу років у Вермахті» 4-го, 3-го і 2-го класу (18 років)
- Хрест Воєнних заслуг 2-го і 1-го класу з мечами
- Німецький хрест в сріблі (13 квітня 1943)
- Лицарський хрест Хреста Воєнних заслуг з мечами (11 травня 1944)